# Andrzej Adamczyk

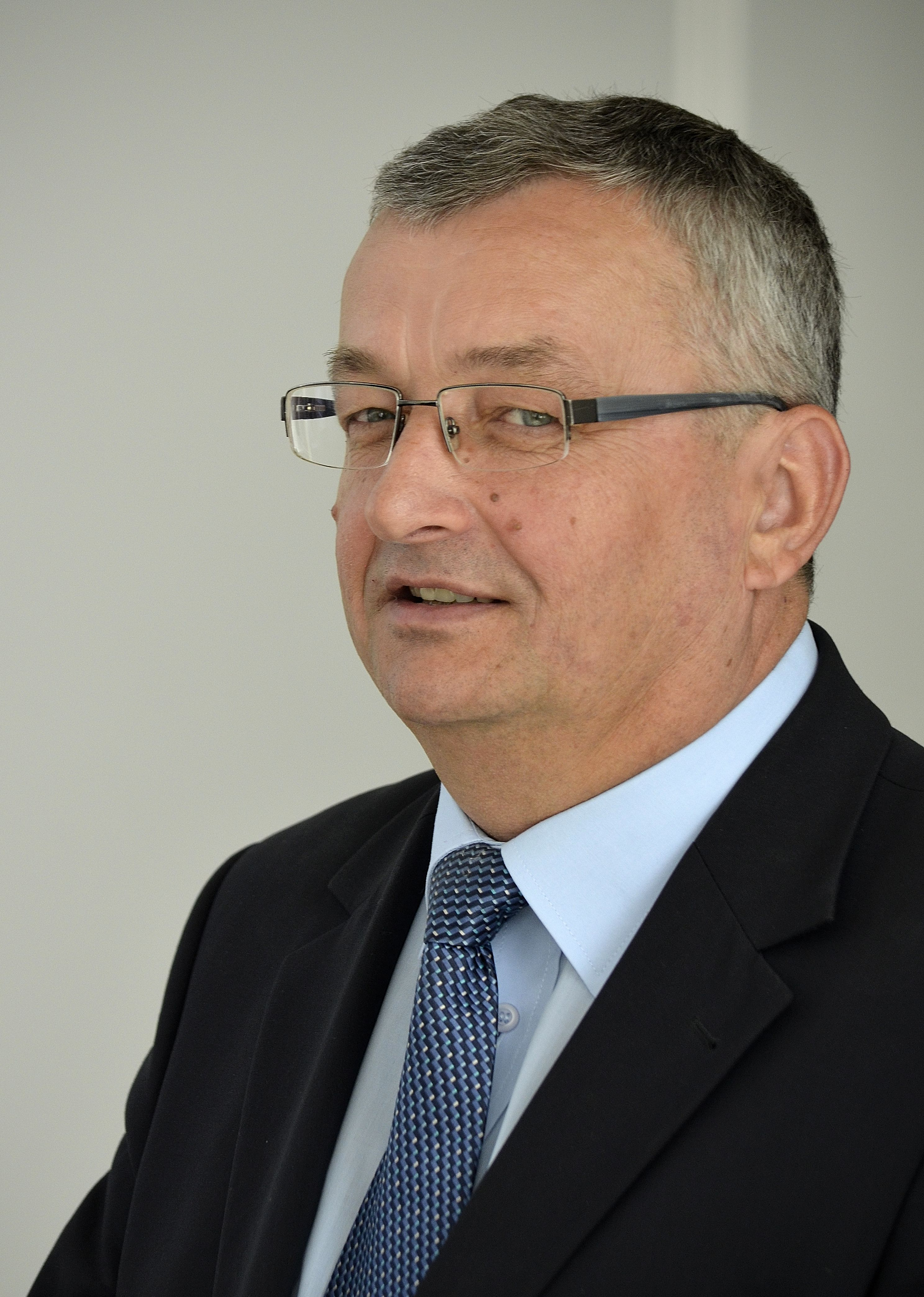
Andrzej Adamczyk (2015)

Andrzej Mieczysław Adamczyk (* 4. Januar 1959 in Krzeszowice, Powiat Krakowski) ist ein polnischer Politiker und seit 2005 Abgeordneter des Sejm in der V., VI., VII. und VIII. Wahlperiode. Am 16. November 2015 wurde Adamczyk zum Minister für Infrastruktur und Bau ernannt.

## Leben
Adamczyk ist ausgebildeter Bautechniker, 1979 beendete er die Baufachschule in Krzeszowice.
Zweimal (1998 und 2002) wurde er in den Kreisrat des Powiat Krakowski gewählt und war in diesem Gremium Vorsitzender der Kommission für Infrastruktur und Kommunalwirtschaft. Er ist Mitglied der Bauingenieurkammer Małopolska.
Er war in der Porozumienie Centrum (PC) aktiv, danach trat er in die Recht und Gerechtigkeit (PiS) ein.
Bei den Parlamentswahlen 2005 wurde er über die Liste der PiS mit 1.582 Stimmen für den Wahlkreis Krakau in den Sejm gewählt. Bei den Wahlen zum Sejm 2007 wurde er mit 3.421 Stimmen, in Wahlen zum Sejm 2011 mit 14 297 und Wahlen zum Sejm 2015 mit 18 514 Stimmen wiedergewählt.